# أوز بيرتز
أوز بيرتز (بالعبرية: עוז פרץ‏) هو لاعب كرة قدم إسرائيلي في مركز الهجوم، ولد في 19 أبريل 1994 في بئر السبع في إسرائيل. شارك مع منتخب إسرائيل تحت 21 سنة لكرة القدم. أما مع النوادي، فقد لعب مع مكابي بتاح تكفا.

## وصلات خارجية
- أوز بيرتز على موقع قاعدة بيانات كرة القدم.إي يو (الإنجليزية)
- أوز بيرتز على موقع Soccerway.com (الإنجليزية)